# Découpage des zones de gouvernement local en Irlande du Nord (1899-1973)

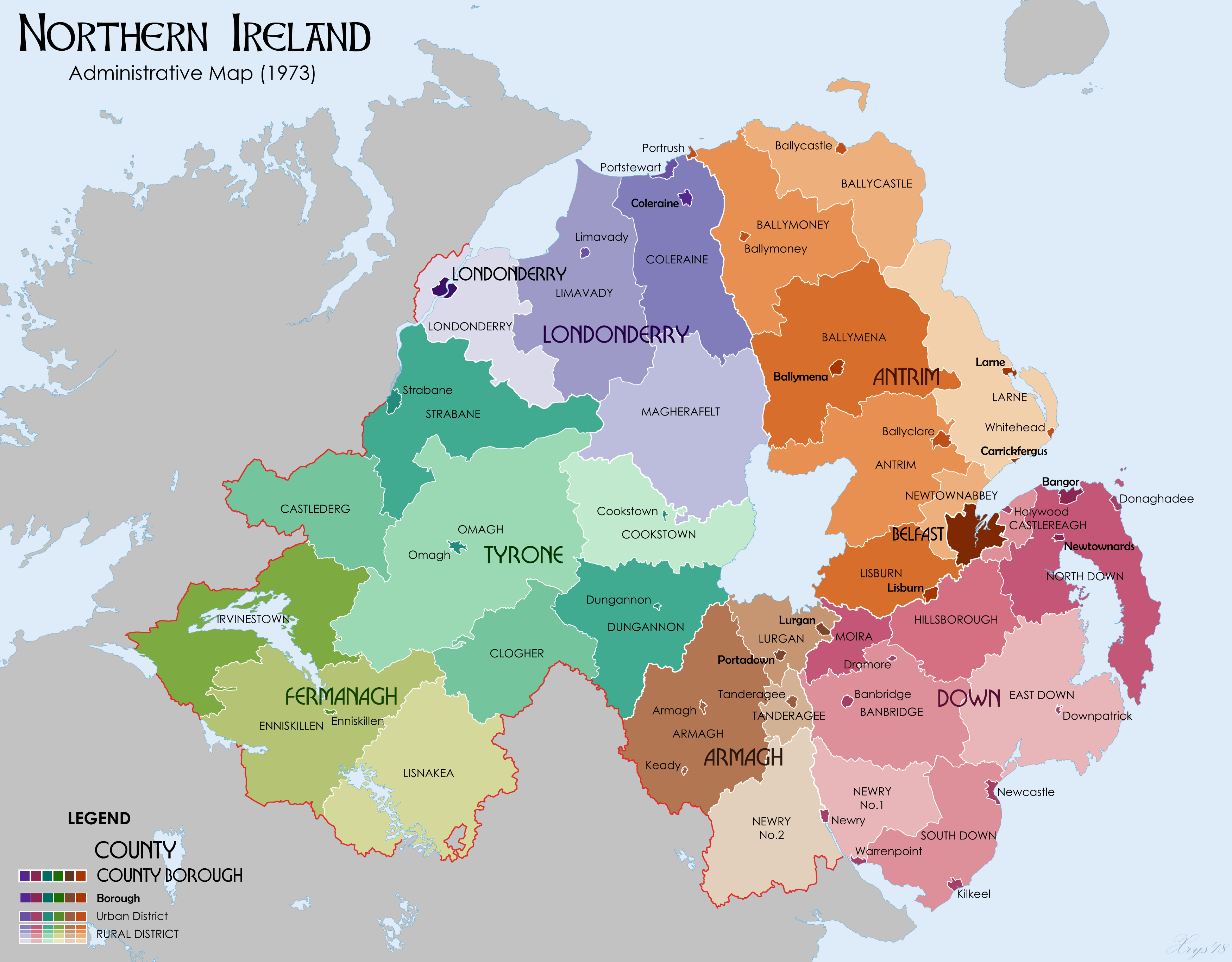
Carte administrative de l’Irlande-du-Nord au 30 septembre 1973.

En Irlande-du-Nord, le découpage des zones de gouvernement local hérité du Local Government (Ireland) Act 1898 est mis en place à compter d’avril 1899 et abrogé en septembre 1973.

## Histoire
L’Irlande est divisée en deux échelons de gouvernement local par le Local Government (Ireland) Act du 12 août 1898. Le niveau inférieur se constitue de districts ruraux ou urbains (rural districts et urban districts) tandis que le niveau supérieur se structure autour de comtés (counties) et de boroughs de comté (county boroughs). Le découpage entre en vigueur le 1er avril 1899.
La possibilité de modifier les limites, de supprimer ou d’ériger des zones de gouvernement local est confiée au Local Government Board for Ireland (en), une agence de l’administration britannique (en) créée en 1872.
En mai 1921, l’île est séparée en deux entités politiques distinctes en vertu du Government of Ireland Act 1920 : l’Irlande-du-Nord (Northern Ireland) et l’Irlande-du-Sud (Southern Ireland).
Les fonctions du Local Government Board sont exercées à partir de la partition par des départements ministériels du comité exécutif du conseil privé d’Irlande-du-Nord, le département des Affaires intérieures (en) (Home Affairs) à partir de 1921, puis celui de la Santé et du Gouvernement local (en) (Health and Local Government) en 1944.
Les zones de gouvernement local héritées du Local Government (Ireland) Act 1898 sont totalement abolies par le Local Government Act (Northern Ireland) 1972 au 30 septembre 1973.

## Zones de gouvernement local

### Comtés et boroughs de comté
| Nom         | Zone d’autorité locale | Période d’existence |
| ----------- | ---------------------- | ------------------- |
| Antrim      | Comté                  | 1899-1973           |
| Armagh      | Comté                  | 1899-1973           |
| Belfast     | Borough de comté       | 1899-1973           |
| Down        | Comté                  | 1899-1973           |
| Fermanagh   | Comté                  | 1899-1973           |
| Londonderry | Comté                  | 1899-1973           |
| Londonderry | Borough de comté       | 1899-1973           |
| Tyrone      | Comté                  | 1899-1973           |

### Districts ruraux et urbains

#### Comté d’Antrim
| Nom            | Zone d’autorité locale | Zone d’autorité locale | District de dissolution | Période d’existence |
| Nom            | Type                   | Durée statutaire       | District de dissolution | Période d’existence |
| -------------- | ---------------------- | ---------------------- | ----------------------- | ------------------- |
| Aghalee        | District rural         | 1899-1920,             | —                       | 1899-1920           |
| Antrim         | District rural         | Période entière,       | Antrim                  | 1899-1973           |
| Antrim         | District rural         | Période entière,       | Belfast                 | 1899-1973           |
| Antrim         | District rural         | Période entière,       | Newtownabbey            | 1899-1973           |
| Ballycastle    | District rural         | Période entière,       | Moyle                   | 1899-1973           |
| Ballycastle    | District urbain        | 1920-1973,             | Moyle                   | 1899-1973           |
| Ballyclare     | District urbain        | 1905-1973,             | Newtownabbey            | 1905-1973           |
| Ballymena      | District urbain        | 1899-1939              | Ballymena               | 1899-1973           |
| Ballymena      | Borough                | 1939-1973,             | Ballymena               | 1899-1973           |
| Ballymena      | District rural         | Période entière,       | Antrim                  | 1899-1973           |
| Ballymena      | District rural         | Période entière,       | Ballymena               | 1899-1973           |
| Ballymoney     | District urbain        | Période entière,       | Ballymoney              | 1899-1973           |
| Ballymoney     | District rural         | Période entière,       | Ballymoney              | 1899-1973           |
| Ballymoney     | District rural         | Période entière,       | Moyle                   | 1899-1973           |
| Ballymoney     | District rural         | Période entière,       | Coleraine               | 1899-1973           |
| Belfast        | District rural         | 1899-1958,             | —                       | 1899-1958           |
| Carrickfergus  | District urbain        | 1899-1949              | Carrickfergus           | 1899-1973           |
| Carrickfergus  | Borough                | 1949-1973,             | Carrickfergus           | 1899-1973           |
| Larne          | District urbain        | 1899-1939              | Larne                   | 1899-1973           |
| Larne          | Borough                | 1939-1973,             | Larne                   | 1899-1973           |
| Larne          | District rural         | Période entière,       | Belfast                 | 1899-1973           |
| Larne          | District rural         | Période entière,       | Carrickfergus           | 1899-1973           |
| Larne          | District rural         | Période entière,       | Larne                   | 1899-1973           |
| Larne          | District rural         | Période entière,       | Newtownabbey            | 1899-1973           |
| Lisburn        | District urbain        | 1899-1964              | Lisburn                 | 1899-1973           |
| Lisburn        | Borough                | 1964-1973,             | Lisburn                 | 1899-1973           |
| Lisburn        | District rural         | Période entière,       | Lisburn                 | 1899-1973           |
| Portrush       | District urbain        | Période entière,       | Coleraine               | 1899-1973           |
| Newtownabbey   | District urbain        | 1958-1973,             | Belfast                 | 1958-1973           |
| Newtownabbey   | District urbain        | 1958-1973,             | Newtownabbey            | 1958-1973           |
| Whitehead (en) | District urbain        | 1927-1973,             | Carrickfergus           | 1927-1973           |

#### Comté d’Armagh
| Nom             | Zone d’autorité locale | Zone d’autorité locale | District de dissolution | Période d’existence |
| Nom             | Type                   | Durée statutaire       | District de dissolution | Période d’existence |
| --------------- | ---------------------- | ---------------------- | ----------------------- | ------------------- |
| Armagh          | District rural         | Période entière,       | Armagh                  | 1899-1973           |
| Armagh          | District rural         | Période entière,       | Dungannon               | 1899-1973           |
| Armagh          | District urbain        | Période entière,       | Armagh                  | 1899-1973           |
| Crossmaglen     | District rural,        | 1899-1921              | —                       | 1899-1921           |
| Lurgan          | District rural         | 1899-1967,             | —                       | 1899-1967           |
| Lurgan          | District urbain        | 1899-1949              | Craigavon               | 1899-1973           |
| Lurgan          | Borough                | 1949-1973,             | Craigavon               | 1899-1973           |
| Newry no 2      | District rural         | Période entière,       | Armagh                  | 1899-1973           |
| Newry no 2      | District rural         | Période entière,       | Newry and Mourne        | 1899-1973           |
| Portadown       | District urbain        | 1899-1947              | Craigavon               | 1899-1973           |
| Portadown       | Borough                | 1947-1973,             | Craigavon               | 1899-1973           |
| Tanderagee      | District rural         | Période entière,       | Armagh                  | 1899-1973           |
| Tanderagee (en) | District urbain        | Période entière,       | Armagh                  | 1899-1973           |

#### Comté de Down
| Nom          | Zone d’autorité locale | Zone d’autorité locale | District de dissolution | Période d’existence |
| Nom          | Type                   | Durée statutaire       | District de dissolution | Période d’existence |
| ------------ | ---------------------- | ---------------------- | ----------------------- | ------------------- |
| Banbridge    | District rural         | Période entière,       | Banbridge               | 1899-1973           |
| Banbridge    | District urbain        | Période entière,       | Banbridge               | 1899-1973           |
| Bangor       | District urbain        | 1899-1928              | North Down              | 1899-1973           |
| Bangor       | Borough                | 1928-1973,             | North Down              | 1899-1973           |
| Castlereagh  | District rural         | Période entière,       | Belfast                 | 1899-1973           |
| Castlereagh  | District rural         | Période entière,       | Castlereagh             | 1899-1973           |
| Castlereagh  | District rural         | Période entière,       | North Down              | 1899-1973           |
| Donaghadee   | District urbain        | 1905-1973,             | Ards                    | 1905-1973           |
| Downpatrick  | District urbain        | 1925-1973,             | Down                    | 1925-1973           |
| Dromore      | District urbain        | Période entière,       | Banbridge               | 1899-1973           |
| East Down    | District rural         | Période entière,       | Ards                    | 1899-1973           |
| East Down    | District rural         | Période entière,       | Down                    | 1899-1973           |
| Hillsborough | District rural         | Période entière,       | Banbridge               | 1899-1973           |
| Hillsborough | District rural         | Période entière,       | Belfast                 | 1899-1973           |
| Hillsborough | District rural         | Période entière,       | Castlereagh             | 1899-1973           |
| Hillsborough | District rural         | Période entière,       | Down                    | 1899-1973           |
| Hillsborough | District rural         | Période entière,       | Lisburn                 | 1899-1973           |
| Holywood     | District urbain        | Période entière,       | North Down              | 1899-1973           |
| Kilkeel      | District urbain        | 1937-1973,             | Newry and Mourne        | 1937-1973           |
| Moira        | District rural         | Période entière,       | Banbridge               | 1899-1973           |
| Moira        | District rural         | Période entière,       | Craigavon               | 1899-1973           |
| Moira        | District rural         | Période entière,       | Lisburn                 | 1899-1973           |
| Newcastle    | District urbain        | 1905-1973,             | Down                    | 1905-1973           |
| Newry no 1   | District rural         | Période entière,       | Banbridge               | 1899-1973           |
| Newry no 1   | District rural         | Période entière,       | Newry and Mourne        | 1899-1973           |
| Newry        | District urbain        | Période entière,       | Newry and Mourne        | 1899-1973           |
| Newtownards  | District urbain        | 1899-1938              | Ards                    | 1899-1973           |
| Newtownards  | Borough                | 1938-1973,             | Ards                    | 1899-1973           |
| North Down   | District rural         | Période entière,       | Ards                    | 1899-1973           |
| North Down   | District rural         | Période entière,       | Castlereagh             | 1899-1973           |
| North Down   | District rural         | Période entière,       | Down                    | 1899-1973           |
| North Down   | District rural         | Période entière,       | North Down              | 1899-1973           |
| South Down   | District rural         | Période entière,       | Down                    | 1899-1973           |
| South Down   | District rural         | Période entière,       | Newry and Mourne        | 1899-1973           |
| Warrenpoint  | District urbain        | Période entière,       | Newry and Mourne        | 1899-1973           |

#### Comté de Fermanagh
| Nom         | Zone d’autorité locale | Zone d’autorité locale | District de dissolution | Période d’existence |
| Nom         | Type                   | Durée statutaire       | District de dissolution | Période d’existence |
| ----------- | ---------------------- | ---------------------- | ----------------------- | ------------------- |
| Belleek     | District rural         | 1899-1921,             | —                       | 1899-1921           |
| Clones no 2 | District rural         | 1899-1921,             | —                       | 1899-1921           |
| Enniskillen | District rural         | 1899-1967,             | —                       | 1899-1967           |
| Enniskillen | District urbain        | 1899-1949              | —                       | 1899-1967           |
| Enniskillen | Borough                | 1949-1967,             | —                       | 1899-1967           |
| Irvinestown | District rural         | 1899-1967,             | —                       | 1899-1967           |
| Lisnaskea   | District rural         | 1899-1967,             | —                       | 1899-1967           |

#### Comté de Londonderry
| Nom         | Zone d’autorité locale | Zone d’autorité locale | District de dissolution | Période d’existence |
| Nom         | Type                   | Durée statutaire       | District de dissolution | Période d’existence |
| ----------- | ---------------------- | ---------------------- | ----------------------- | ------------------- |
| Coleraine   | District rural         | Période entière,       | Coleraine               | 1899-1973           |
| Coleraine   | District rural         | Période entière,       | Magherafelt             | 1899-1973           |
| Coleraine   | District urbain        | 1899-1929              | Coleraine               | 1899-1973           |
| Coleraine   | Borough                | 1929-1973,             | Coleraine               | 1899-1973           |
| Limavady    | District rural         | Période entière        | Limavady                | 1899-1973           |
| Limavady    | District urbain        | Période entière,       | Limavady                | 1899-1973           |
| Limavady    | District urbain        | Période entière,       | Londonderry             | 1899-1973           |
| Londonderry | District rural         | 1899-1969              | Londonderry             | 1899-1973           |
| Londonderry | District urbain        | 1969-1973,             | Londonderry             | 1899-1973           |
| Magherafelt | District rural         | Période entière,       | Cookstown               | 1899-1973           |
| Magherafelt | District rural         | Période entière,       | Magherafelt             | 1899-1973           |
| Portstewart | District urbain        | 1916-1973,             | Coleraine               | 1916-1973           |

#### Comté de Tyrone
| Nom           | Zone d’autorité locale | Zone d’autorité locale | District de dissolution | Période d’existence |
| Nom           | Type                   | Durée statutaire       | District de dissolution | Période d’existence |
| ------------- | ---------------------- | ---------------------- | ----------------------- | ------------------- |
| Castlederg    | District rural         | Période entière,       | Omagh                   | 1899-1973           |
| Castlederg    | District rural         | Période entière,       | Strabane                | 1899-1973           |
| Clogher       | District rural         | Période entière,       | Dungannon               | 1899-1973           |
| Clogher       | District rural         | Période entière,       | Omagh                   | 1899-1973           |
| Cookstown     | District rural         | Période entière,       | Cookstown               | 1899-1973           |
| Cookstown     | District urbain        | Période entière,       | Cookstown               | 1899-1973           |
| Dungannon     | District rural         | Période entière,       | Dungannon               | 1899-1973           |
| Dungannon     | District rural         | Période entière,       | Dungannon               | 1899-1973           |
| Omagh         | District rural         | Période entière,       | Fermanagh               | 1899-1973           |
| Omagh         | District rural         | Période entière,       | Omagh                   | 1899-1973           |
| Omagh         | District rural         | Période entière,       | Strabane                | 1899-1973           |
| Omagh         | District urbain        | Période entière,       | Omagh                   | 1899-1973           |
| Strabane no 1 | District rural         | Période entière,       | Strabane                | 1899-1973           |
| Strabane      | District urbain        | Période entière,       | Strabane                | 1899-1973           |
| Trillick      | District rural         | 1899-1920,             | —                       | 1899-1920           |

## Évolution des limites des zones de gouvernement local

### Échelon supérieur
Une portion du comté de Londonderry est transférée au comté d’Antrim pour l’extension des limites du district urbain de Portrush au 1er avril 1915,.

### Échelon inférieur

#### Antrim
| District amputé               | District bénéficiaire            | Type        | Date d’effet     |
| ----------------------------- | -------------------------------- | ----------- | ---------------- |
| District rural d’Antrim       | District urbain de Nextownabbey  | Transfert   | 1er avril 1968   |
| District rural d’Antrim       | District urbain de Ballyclare    | Transfert   | 1er avril 1965   |
| District rural de Belfast     | District rural d’Antrim          | Suppression | 1er avril 1958   |
| District rural de Belfast     | District rural de Larne          | Suppression | 1er avril 1958   |
| District rural de Belfast     | District rural de Lisburn        | Suppression | 1er avril 1958   |
| District rural de Belfast     | District urbain de Newtownabbey  | Érection    | 1er avril 1958   |
| District rural de Larne       | Borough de Larne                 | Transfert   | 1er avril 1956   |
| District rural de Lisburn     | District urbain de Lisburn       | Transfert   | 1er avril 1955   |
| District rural de Larne       | Borough de Larne                 | Transfert   | 1er avril 1948   |
| District rural de Larne       | District urbain de Carrickfergus | Transfert   | 1er avril 1946   |
| District rural de Larne       | District urbain de Larne         | Transfert   | 25 novembre 1930 |
| District urbain de Whitehead  | District rural de Larne          | Érection    | 1er avril 1927   |
| District rural de Ballycastle | District urbain de Ballycastle   | Érection    | 1er avril 1921   |
| District rural d’Aghalee      | District rural de Lisburn        | Suppression | 1er avril 1920   |
| District urbain de Ballyclare |                                  | Érection    | 1er octobre 1905 |

#### Armagh
| District amputé               | District bénéficiaire        | Type        | Date d’effet   |
| ----------------------------- | ---------------------------- | ----------- | -------------- |
| District rural de Lurgan      | Borough de Lurgan            | Suppression | 1er avril 1967 |
| District rural de Lurgan      | District urbain de Craigavon | Suppression | 1er avril 1967 |
| District rural de Lurgan      | Borough de Lurgan            | Transfert   | 1er avril 1957 |
| District rural d’Armagh       | District urbain de Keady     | Transfert   | 1er avril 1948 |
| District rural de Lurgan      | District urbain de Portadown | Transfert   | 1er avril 1947 |
| District rural d’Armagh       | District urbain d’Armagh     | Transfert   | 11 juin 1946   |
| District rural d’Armagh       | District urbain d’Armagh     | Transfert   | 1er avril 1945 |
| District rural de Lurgan      | District urbain de Lurgan    | Transfert   | 1er avril 1938 |
| District rural de Crossmaglen | District rural no 2 de Newry | Suppression | 1er avril 1921 |

#### Down
| District amputé                | District bénéficiaire          | Type      | Date d’effet     |
| ------------------------------ | ------------------------------ | --------- | ---------------- |
| District rural de North Down   | Borough de Newtownards         | Transfert | 1er avril 1968   |
| District rural d’East Down     | District urbain de Downpatrick | Transfert | 1er avril 1967   |
| District rural de North Down   | Borough de Bangor              | Transfert | 1er avril 1967   |
| District rural de North Down   | Borough de Bangor              | Transfert | 1er avril 1962   |
| District rural de North Down   | Borough de Bangor              | Transfert | 1er avril 1955   |
| District rural de Newtownards  | Borough de Newtownards         | Transfert | 1er avril 1950   |
| District rural de Newtownards  | Borough de Bangor              | Transfert | 1er avril 1950   |
| District rural de Castlereagh  | District urbain de Holywood    | Transfert | 1er avril 1946   |
| District urbain de Kilkeel     | District rural de Kilkeel      | Érection  | 1er avril 1937   |
| District urbain de Downpatrick | District rural de Downpatrick  | Érection  | 1er avril 1925   |
| District rural de Downpatrick  | District rural de Newtownards  | Transfert | 1er avril 1924   |
| District rural de Newtownards  | District urbain de Bangor      | Transfert | 1er avril 1924   |
| District urbain de Newcastle   |                                | Érection  | 1er octobre 1905 |
| District urbain de Donaghadee  |                                | Érection  | 1er janvier 1906 |

#### Fermanagh
| District amputé               | District bénéficiaire         | Type        | Date d’effet   |
| ----------------------------- | ----------------------------- | ----------- | -------------- |
| District rural d’Enniskillen  | District urbain d’Enniskillen | Transfert   | 1er avril 1947 |
| District rural d’Enniskillen  | District urbain d’Enniskillen | Transfert   | 1er avril 1945 |
| District rural de Belleek     | District rural d’Irvistown    | Suppression | 1er avril 1921 |
| District rural no 2 de Clones | District rural de Lisnaskea   | Suppression | 1er avril 1921 |

#### Londonderry
| District amputé             | District bénéficiaire          | Type      | Date d’effet   |
| --------------------------- | ------------------------------ | --------- | -------------- |
| District rural de Coleraine | Borough de Coleraine           | Transfert | 1er avril 1962 |
| District rural de Coleraine | District urbain de Portstewart | Érection  | 1er avril 1916 |

#### Tyrone
| District amputé             | District bénéficiaire        | Type        | Date d’effet   |
| --------------------------- | ---------------------------- | ----------- | -------------- |
| District rural de Strabane  | District urbain de Strabane  | Transfert   | 1er avril 1969 |
| District rural d’Omagh      | District urbain d’Omagh      | Transfert   | 1er avril 1964 |
| District rural de Cookstown | District urbain de Cookstown | Transfert   | 1er avril 1963 |
| District rural de Dungannon | District urbain de Dungannon | Transfert   | 1er avril 1949 |
| District rural de Cookstown | District urbain de Cookstown | Transfert   | 1er avril 1947 |
| District rural de Trillick  | District rural d’Omagh       | Suppression | 1er avril 1920 |